# 16954 Annikamorgan
16954 Annikamorgan è un asteroide della fascia principale. Scoperto nel 1998, presenta un'orbita caratterizzata da un semiasse maggiore pari a 2,636436 UA e da un'eccentricità di 0,195496, inclinata di 13,742189° rispetto all'eclittica. Ha un diametro di 5,267 km e un periodo di rotazione di 2,842 ore.